# Die Simpsons/Staffel 11
Die elfte Staffel der US-amerikanischen Zeichentrickserie Die Simpsons wurde vom 26. September 1999 bis zum 21. Mai 2000 auf dem US-amerikanischen Sender Fox gesendet. Die deutschsprachige Free-TV-Erstausstrahlung sendete der Sender ProSieben vom 4. September 2000 bis zum 12. Februar 2001.
Die Staffel wurde am 7. Oktober 2008 in den Vereinigten Staaten und am 24. Oktober 2008 in Deutschland auf DVD veröffentlicht.

## Episoden
| Nr. (ges.) | Nr. (St.) | Deutscher Titel                        | Originaltitel                           | Erstausstrahlung (USA) | Deutschsprachige Erstausstrahlung (D) | Regie             | Drehbuch                                            | Prodc. |
| --- | --------- | -------------------------------------- | --------------------------------------- | ---------------------- | ------------------------------------- | ----------------- | --------------------------------------------------- | ------ |
| 227 | 1         | Mit Mel Gibson in Hollywood            | Beyond Blunderdome                      | 26. Sep. 1999          | 4. Sep. 2000                          | Steven Dean Moore | Mike Scully                                         | AABF23 |
| Mel Gibson lässt Homer seinen neuesten Film umschreiben, was den Produzenten gar nicht gefällt. Aber Homer und Mel lassen sich nicht abbringen und stehlen eine Kopie des fertigen Films, was zu einer erstklassigen Verfolgungsjagd und jeder Menge Action führt. |           |                                        |                                         |                        |                                       |                   |                                                     |        |
| 228 | 2         | Ist alles hin, nimm Focusin!           | Brother’s Little Helper                 | 3. Okt. 1999           | 11. Sep. 2000                         | Mark Kirkland     | George Meyer                                        | AABF22 |
| Um Barts zerstörerische Ader zu besänftigen, bekommt er ein neuartiges Medikament namens Focusin. Als Nebenwirkung wird er allerdings paranoid und glaubt, von einem Satelliten überwacht zu werden, den er schließlich mit einem Panzer vom Himmel holt. |           |                                        |                                         |                        |                                       |                   |                                                     |        |
| 229 | 3         | Homer als Restaurantkritiker           | Guess Who’s Coming to Criticize Dinner? | 24. Okt. 1999          | 18. Sep. 2000                         | Nancy Kruse       | Al Jean                                             | AABF21 |
| Homer bekommt einen Job als Restaurantkritiker bei der Zeitschrift Springfield Shopper. Dabei leistet ihm Lisa als Ghostwriter Unterstützung. Zuerst lobt Homer alle Restaurants in höchsten Tönen. Nach einem Treffen mit Kritikerkollegen schwenkt Homer jedoch um und verfasst nur noch extrem schlechte Kritiken. Dies treibt die Restaurantbesitzer dazu, Homer mit einer Mahlzeit zu vergiften. |           |                                        |                                         |                        |                                       |                   |                                                     |        |
| 230 | 4         | Ich weiß, was du getudel-tan hast      | Treehouse of Horror X                   | 31. Okt. 1999          | 30. Okt. 2000                         | Pete Michels      | Donick Cary, Tim Long und Ron Hauge                 | BABF01 |
| Ich weiß, was du getudel-tan hast – Marge hat Ned Flanders getötet und möchte das vertuschen. Auf der Suche nach Xena – Bart und Lisa müssen Xena aus den Fängen des Comicbuchverkäufers befreien. Das Leben ist wie eine Achterbahn und dann stirbt man – Homer verursacht eine weltweite Katastrophe. |           |                                        |                                         |                        |                                       |                   |                                                     |        |
| 231 | 5         | Duell bei Sonnenaufgang                | E-I-E-I-(Annoyed Grunt)                 | 7. Nov. 1999           | 25. Sep. 2000                         | Bob Anderson      | Ian Maxtone-Graham                                  | AABF19 |
| Homer sieht sich einen Zorro-Film an und fordert später Snake zum Duell heraus, um Marges Ehre zu verteidigen. Nachdem Snake Angst bekommt, fordert Homer nun jeden zum Duell heraus, dem er begegnet. Zunächst traut sich niemand, gegen Homer anzutreten, bis sich eines Tages doch ein mutiger Gegner findet. Um vor diesem Duell zu fliehen, zieht Homer mit der Familie aufs Land und wird Farmer. Seine zufällig entwickelte Kreuzung aus Tomaten und Tabak (Tomacco) wird allerdings so populär, dass schon bald die Industrie auf ihn aufmerksam wird. |           |                                        |                                         |                        |                                       |                   |                                                     |        |
| 232 | 6         | Die Kurzzeit-Berühmtheit               | Hello Gutter, Hello Fadder              | 14. Nov. 1999          | 2. Okt. 2000                          | Mike B. Anderson  | Al Jean                                             | BABF02 |
| Homers Glanztaten auf der Bowlingbahn machen ihn zu einer lokalen Berühmtheit, was ihm auch Fernsehauftritte verschafft. Als sein Ruhm jedoch ebenso schnell wieder verfliegt, widmet er sich umso intensiver seinen Kindern und geht mit Maggie zu einem Schwimmkurs sowie auf die Bowlingbahn. |           |                                        |                                         |                        |                                       |                   |                                                     |        |
| 233 | 7         | Schon mal an Kinder gedacht?           | Eight Misbehavin’                       | 21. Nov. 1999          | 9. Okt. 2000                          | Steven Dean Moore | Matt Selman                                         | BABF03 |
| Apu und seine Frau Manjula bekommen Achtlinge. Da beide mit der Pflege von acht Kindern überfordert sind, schließen sie mit dem Springfielder Zoo einen Vertrag. Nach diesem übernimmt der Zoo die Kosten und Aufsicht der Achtlinge, darf diese jedoch auch publikumswirksam zur Schau stellen. Homer und Apu versuchen daher die Kinder aus dem Zoo zu entführen. |           |                                        |                                         |                        |                                       |                   |                                                     |        |
| 234 | 8         | Der Kampf um Marge                     | Take My Wife, Sleaze                    | 28. Nov. 1999          | 16. Okt. 2000                         | Neil Affleck      | John Swartzwelder                                   | BABF05 |
| Homer gewinnt ein Motorrad und gründet mit seinen Freunden eine Gang. Er wählt dazu den Namen einer bereits bestehenden, berüchtigten Gang. Diese Gang taucht bei den Simpsons auf und entführt anschließend Marge, um Homer für den Diebstahl des Gang-Namens zu bestrafen. |           |                                        |                                         |                        |                                       |                   |                                                     |        |
| 235 | 9         | Die böse Puppe Lustikus                | Grift of the Magi                       | 19. Dez. 1999          | 18. Dez. 2000                         | Matthew Nastuk    | Tom Martin                                          | BABF07 |
| Die Grundschule von Springfield wird von einer Firma übernommen, die durch das heimliche Aushorchen der Kinder ein perfektes auf die Zielgruppe abgestimmtes Spielzeug produzieren will. Dies gelingt ihr auch mit der Puppe „Lustikus“, jedoch wird der Plan von Lisa entdeckt. Sie kann Bart und Homer überreden, sämtliche Puppen zu stehlen und zu vernichten. |           |                                        |                                         |                        |                                       |                   |                                                     |        |
| 236 | 10        | Lisa und ihre Jungs                    | Little Big Mom                          | 9. Jan. 2000           | 23. Okt. 2000                         | Mark Kirkland     | Carolyn Omine                                       | BABF04 |
| Beim Ski-Ausflug bricht sich Marge, als sie in einer Skihütte sitzt, ihr Bein und Lisa muss den Haushalt übernehmen. Weil Bart und Homer ihr dabei keine große Hilfe sind, täuscht sie den beiden als Strafe vor, dass sie Lepra hätten. |           |                                        |                                         |                        |                                       |                   |                                                     |        |
| 237 | 11        | Bart hat die Kraft                     | Faith Off                               | 16. Jan. 2000          | 6. Nov. 2000                          | Nancy Kruse       | Frank Mula                                          | BABF06 |
| Homer geht auf seine alte Uni und bekommt durch einen Streich einen Eimer voller Leim auf den Kopf. Auf einem Heilungsgottesdienst benutzt der Prediger Bart, um den Eimer wieder zu entfernen. Nun glaubt Bart, er könne andere durch seinen Glauben heilen und gründet eine eigene Sekte. Der Footballstar Luvchenko lässt sich während eines Spiels von Bart heilen, welcher später sein Bein verliert. |           |                                        |                                         |                        |                                       |                   |                                                     |        |
| 238 | 12        | Wenn ich einmal reich wär              | The Mansion Family                      | 23. Jan. 2000          | 13. Nov. 2000                         | Michael Polcino   | John Swartzwelder                                   | BABF08 |
| Mr. Burns geht ins Krankenhaus für eine Generaluntersuchung, nachdem er als der älteste Mann Springfields gekürt wurde. Währenddessen übernehmen die Simpsons sein Anwesen. |           |                                        |                                         |                        |                                       |                   |                                                     |        |
| 239 | 13        | Ein Pferd für die Familie              | Saddlesore Galactica                    | 6. Feb. 2000           | 20. Nov. 2000                         | Lance Kramer      | Tim Long                                            | BABF09 |
| Die Familie Simpson nimmt ein herrenloses Rennpferd namens Duncan auf und Bart wird sein Jockey. Den gegnerischen Jockeys gefällt das gar nicht, weshalb sie Homer zu erpressen versuchen. |           |                                        |                                         |                        |                                       |                   |                                                     |        |
| 240 | 14        | Ned Flanders: Wieder allein            | Alone Again, Natura-Diddily             | 13. Feb. 2000          | 27. Nov. 2000                         | Jim Reardon       | Ian Maxtone-Graham                                  | BABF10 |
| Die Ehefrau von Ned Flanders stirbt während eines Autorennens, nachdem sie von der letzten Reihe einer Tribüne heruntergefallen ist. Sie wird von einer Kanone getroffen, die T-Shirts abfeuert, welche zuvor von Homer lautstark gefordert wurden. Homer hilft Ned schließlich, darüber hinwegzukommen, und versucht, eine neue Frau für Ned zu finden. Ned kommen schließlich erste Zweifel an Gott – bis er am Schluss in der Kirche die christliche Rocksängerin Rachel Jordan hört.                                                                       |           |                                        |                                         |                        |                                       |                   |                                                     |        |
| 241 | 15        | Der beste Missionar aller Zeiten       | Missionary: Impossible                  | 20. Feb. 2000          | 4. Dez. 2000                          | Steven Dean Moore | Ron Hauge                                           | BABF11 |
| Homer spendet 10.000 Dollar für eine Fernsehsendung, ohne das Geld zu haben. Als das Geld eingetrieben werden soll, flieht er mit Reverend Lovejoys Hilfe auf eine Südsee-Insel und beginnt, dort als Missionar zu arbeiten. Während er ein Spielcasino eröffnet und die Insel in ernsthafte Gefahr bringt, nimmt in Springfield Bart seinen Platz ein. |           |                                        |                                         |                        |                                       |                   |                                                     |        |
| 242 | 16        | Moe mit den zwei Gesichtern            | Pygmoelian                              | 27. Feb. 2000          | 11. Dez. 2000                         | Mark Kirkland     | Larry Doyle                                         | BABF12 |
| Ein Foto von Moe erscheint in einem Duff-Bier-Kalender, wird aber von einem Sticker verdeckt, weil er so hässlich ist. Darauf unterzieht sich Moe einer Schönheitsoperation und erhält überraschend die Rolle eines Arztes in einer Fernsehserie. Als er glaubt, dass seine Figur vom Serientod bedroht sei, setzt sich Moe mit Homers Hilfe zur Wehr. Nachdem Moe von einer umstürzenden Holzwand begraben wird, bekommt er sein altes Gesicht wieder. |           |                                        |                                         |                        |                                       |                   |                                                     |        |
| 243 | 17        | Barts Blick in die Zukunft             | Bart to the Future                      | 19. März 2000          | 8. Jan. 2001                          | Michael Marcantel | Dan Greaney                                         | BABF13 |
| Bart erlebt eine Vision seiner Zukunft: Während er versucht, sich als Gitarrist durchzuschlagen, wird Lisa zur ersten Präsidentin der USA gewählt. Als Bart das Geld ausgeht, zieht er zu Lisa ins Weiße Haus, wo auch Homer und Marge logieren. |           |                                        |                                         |                        |                                       |                   |                                                     |        |
| 244 | 18        | Barneys Hubschrauber Flugstunde        | Days of Wine and D’oh’ses               | 9. Apr. 2000           | 15. Jan. 2001                         | Neil Affleck      | Dan Castellaneta und Deb Lacusta                    | BABF14 |
| Barney bekommt zu seinem Geburtstag einen Gutschein für Hubschrauberflugstunden geschenkt. Um diesen einlösen zu können, hört er mit dem Trinken auf. Währenddessen machen Bart und Lisa bei einem Fotografier-Wettbewerb mit. |           |                                        |                                         |                        |                                       |                   |                                                     |        |
| 245 | 19        | Kill den Alligator und dann…           | Kill the Alligator and Run              | 30. Apr. 2000          | 29. Jan. 2001                         | Jen Kamerman      | John Swartzwelder                                   | BABF16 |
| Die Simpsons sind in Florida, wo Tausende von Studenten Spring Break feiern. Sie töten aus Versehen einen beliebten Alligator und müssen sich fortan vor allen möglichen wütenden Verfolgern verstecken. |           |                                        |                                         |                        |                                       |                   |                                                     |        |
| 246 | 20        | Sie wollte schon immer Tänzerin werden | Last Tap Dance in Springfield           | 7. Mai 2000            | 22. Jan. 2001                         | Nancy Kruse       | Julie Thacker                                       | BABF15 |
| Nachdem Lisa im Kino einem Tanzfilm gesehen hat, möchte sie Tänzerin werden. Ihre Lehrerin wird der ehemalige Kinderstar Little Miss Vicky Valentine. Leider hat Lisa keinerlei Talent für den Stepptanz. Unterdessen lässt Homer sein Sehvermögen durch einen Laser-Eingriff verbessern. |           |                                        |                                         |                        |                                       |                   |                                                     |        |
| 247 | 21        | Wird Marge verrückt gemacht?           | It’s A Mad, Mad, Mad, Mad Marge         | 14. Mai 2000           | 5. Feb. 2001                          | Steven Dean Moore | Larry Doyle                                         | BABF18 |
| Weil Marge Otto den Rat gibt, sich endgültig zwischen der Rockmusik und seiner zukünftigen Braut zu entscheiden, hat sie kurz darauf ein gebrochenes Herz zu pflegen: Becky, Ottos Ex-Freundin, zieht bei den Simpsons ein. Als sie jedoch in der Hausarbeit immer besser wird, beginnt Marge langsam, durchzudrehen. |           |                                        |                                         |                        |                                       |                   |                                                     |        |
| 248 | 22        | Hinter den Lachern                     | Behind the Laughter                     | 21. Mai 2000           | 12. Feb. 2001                         | Mark Kirkland     | Tim Long, George Meyer, Mike Scully und Matt Selman | BABF19 |
| In dieser Folge geht es um die fiktive Arbeit hinter den Kulissen. |           |                                        |                                         |                        |                                       |                   |                                                     |        |